# Antoine-Philéas Côté
Pour les articles homonymes, voir Côté (homonymie).
Antoine-Philéas Côté (19 août 1903-27 septembre 1954) fut un auteur, journaliste et homme politique fédéral du Québec.

## Biographie
Né à Métis dans le Bas-Saint-Laurent, M. Côté effectua ses études en droit à l'Université Laval de Québec et ensuite à l'Université Harvard. Son travail journalistique apparu dans Le Soleil, dans La Patrie et dans Le Canada. Il fut également directeur de la section francophone de l'Association du Parti libéral du Canada et il travailla pour l'Office national du film du Canada.
Élu député libéral indépendant dans la circonscription de Matapédia—Matane en 1945, sa décision de se présenter comme candidat indépendant fut le résultat d'un désaccord avec son Parti issu de la Crise de la conscription de 1944. Durant son premier mandat, il se rallia au caucus du Parti libéral peu de temps avant d'être réélu en 1949.
En 1946, il fut l'instigateur d'un projet de loi privé ayant comme objectif de renommer le Jour du Dominion (Dominion Day) en Fête du Canada (Canada Day). Ce projet de loi fut rapidement accepté par la Chambre des communes fait fut bloqué par le Sénat qui le retourna aux Communes avec la recommandation de renommer cette journée en La fête nationale du Canada (The National Holiday of Canada). L'ammendement du Sénat tua le projet de Côté, projet qui ne sera qu'effectif lorsque le 1er juillet fut renommer Fête du Canada en 1982.
Côté tenta également de renommer officiellement le Canada en Royaume du Canada dans l'optique d'éclaircir, surtout pour les immigrants, le statut national du pays et son association avec le Royaume-Uni. Il esseya aussi de désigner la chanson Ô Canada comme hymne national officiel, ce qui ne fut le cas qu'en 1980.
Il décéda d'une crise cardiaque en 1954, après avoir refusé de se représenter en 1953.